# Franck Boidin
Franck Boidin (Hénin-Beaumont, 28 de agosto de 1972) é um esgrimista francês, medalhista olímpico.
Franck Boidin representou seu país nos Jogos Olímpicos de Verão de 1996. Conseguiu a medalha de bronze no individual em 1996.